# 王嗣
王嗣（？—？），琅邪临沂人，王导玄孙，王华的儿子。王华死后，王嗣承袭为新建县侯。王华与堂兄王昙首均为宋文帝刘义隆所任用，王嗣的能力低劣，官位待遇也不高，仅官至左卫将军，王昙首的儿子王僧绰曾对中书侍郎蔡兴宗说：“我的名位本应与新建县侯王嗣一个水准，之所以超拔到今日的高位，大概是因为姻戚所致。”王嗣死后，谥为定。二子王长、王终。